# Comté de Lincoln (Arkansas)
Pour les articles homonymes, voir Comté de Lincoln.
Le comté de Lincoln est un comté de l'État de l'Arkansas, aux États-Unis. Au recensement de 2010, il comptait 14 134 habitants. Son siège est Star City.

## Démographie
| 1880  | 1890   | 1900   | 1910   | 1920   | 1930   | 1940   | 1950   |
| ----- | ------ | ------ | ------ | ------ | ------ | ------ | ------ |
| 9 255 | 10 255 | 13 389 | 15 118 | 18 774 | 20 250 | 19 709 | 17 079 |

| 1960   | 1970   | 1980   | 1990   | 2000   | 2010   | - | - |
| ------ | ------ | ------ | ------ | ------ | ------ | - | - |
| 14 447 | 12 913 | 13 369 | 13 690 | 14 492 | 14 134 | - | - |